# Racławki (Grande-Pologne)
Pour les articles homonymes, voir Racławki.
Racławki (prononciation : [rat͡sˈwafki]) est un village polonais de la gmina de Nekla dans le powiat de Września de la voïvodie de Grande-Pologne dans le centre-ouest de la Pologne.
Il se situe à environ 9 kilomètres au sud-est de Nekla (siège de la gmina), à 9 kilomètres au sud-ouest de Września (siège du powiat) et à 40 kilomètres à l'est de Poznań (capitale régionale).
Le village possédait une population de 169 habitants en 2015.

## Histoire
De 1975 à 1998, le village faisait partie du territoire de la voïvodie de Poznań.

Depuis 1999, Racławki est situé dans la voïvodie de Grande-Pologne.